# 16 Animali
16 Animali è un puzzle componibile progettato da Enzo Mari nel 1956 e venduto da Danese, azienda milanese di arredamento e design, a partire dal 1957. Ad oggi viene prodotto in tiratura limitata a 200 pezzi l'anno. È composto da una struttura multipla a incastro, ricavata da un'unica tavola rettangolare di legno, raffigurante varie sagome di animali.

## Contesto storico-culturale
La creazione di questo gioco fu influenzata, come altri suoi lavori successivi, dalla sua amicizia con il designer Bruno Munari, conosciuto durante gli anni ‘50, grazie alla partecipazione di Mari nel gruppo dell’Arte cinetica.. Il gioco fu commissionato al designer nel 1956, dall’azienda Danese, durante un periodo in cui Mari era impegnato nella ricerca e sviluppo per il grande magazzino milanese “La Rinascente” in collaborazione con sua moglie Iela, specializzata nella percezione visiva e comunicazione nella prima infanzia. Mentre studiava i giochi scandinavi in legno, Mari fu affascinato dall’idea di creare un serraglio di animali distinti da un'unica linea. Ad influenzarlo fortemente erano stati la rigorosità del pensiero razionalista così come gli aspetti fondamentali della psicologia della Gestalt. Egli mirava a creare un design minimalista che incorporasse il massimo significato con il minimo delle componenti, ispirandosi essenzialmente a forme naturalistiche e trasformandole in simboli.

## Descrizione

### Dimensioni
Il gioco 16 Animali è realizzato in legno massello di rovere a partire da una tavoletta con un peso di 2,2 kg.
| Profondità     | 5,5 cm |
| Altezza totale | 38 cm  |
| Larghezza      | 27 cm  |

### Caratteristiche plastiche
L'oggetto non presenta alcuna opposizione cromatica, è infatti un'unica tavoletta di legno massello lasciata al naturale. Le uniche opposizioni sono attribuibili ai contrasti vuoto-pieno in presenza dei tagli che delineano le sagome degli animali. Il gioco è caratterizzato della contrapposizione tra le linee curve dei singoli elementi che lo compongono e quelle dritte dell'oggetto assemblato, interrotte in pochi punti dagli incastri delle silhouette. L'assieme si contrappone infine alle linee geometriche della sua scatola. L'oggetto si presenta in maniera uniforme interrotto dai vuoti creati dall’incastro tra i vari elementi in esso contenuti. Le posizioni degli animali sono ordinate e complementari all'interno della propria scatola, apparendo quasi bidimensionali. Una volta che vengono utilizzate dall'utente quest'ultimo è libero di disporle nello spazio secondo i propri gusti, senza regole e creando una tridimensionalità (in quanto possono essere disposti in maniera variabile, da verticali ad orizzontali, alternando il fronte con il retro).

### Grado di codifica e innovazione
Siamo in presenza di un oggetto originale ed innovativo per l’epoca, infatti si tratta di un puzzle che si costruisce in tre dimensioni, senza una soluzione corretta poiché lo scopo è unicamente quello di divertire e lasciare spazio all'immaginazione dell'utente. Si tratta quindi di ciò che Umberto Eco chiamerebbe un’ipocodifica.

### Figuratività
Non c'è un forte simbolismo in questo oggetto, le figure sono una stilizzazione delle sagome di diversi animali. Il designer non mirava ad attribuire un significato specifico ad ognuno, bensì a far percepire il gioco nella sua interezza.

## Valorizzazione

Quadrato Semiotico.

Facendo riferimento al lavoro sui quadrati semiotici del semiologo Jean-Marie Floch, il puzzle presenta valorizzazioni di tipo pratico (maneggevole e componibile), critico (economicamente non accessibile), utopico (icona del design italiano) e ludico (forme stilizzate). 
I bambini possono assemblare le diverse figure in modo da creare una forma compatta, ma anche separare i diversi animali e dare vita ad infiniti scenari dettati dalla creatività del bambino. L’oggetto, infatti, presenta una spiccata facilità di movimento ed una robustezza pensata appositamente per la fascia d’età infantile, che permette al bambino di assemblare le sue diverse componenti in maniera personale. Lo spazio di gioco si presenta dunque come informale ed accessibile, comunicando giocosità. Per questi motivi l'oggetto rappresenta il "poter fare". Il bambino può giocare individualmente ma anche in compagnia, rendendo il puzzle un gioco individuale ma anche collettivo. Lo spazio è pragmatico e allo stesso tempo cognitivo perché questo gioco permette rispettivamente al destinatario di fare (poter fare) e vedere (saper fare) il risultato del proprio lavoro. Si tratta inoltre di una tipologia di gioco dinamica ma anche statica, proprio perché l'utilizzatore può comporre il gioco in modo personale e creativo, ma anche disporlo secondo l'ordine prestabilito all'interno della scatola.

## Varianti

### 16 Pesci
16 pesci è una variante dei 16 Animali dove i soggetti diventano pesci.

## Eventi

### Mostra 16 animali 16 autori
Nel dicembre 2019 presso il negozio Danese a Milano si è tenuto un evento durante il quale sedici autori hanno reinterpretato e colorato le parti del gioco creando un pezzo unico.